# Wijken en buurten in Stadskanaal
De Nederlandse gemeente Stadskanaal is voor statistische doeleinden onderverdeeld in wijken en buurten. De gemeente is verdeeld in de volgende statistische wijken:
- Wijk 01 Stadskanaal (CBS-wijkcode:003701)
- Wijk 02 Musselkanaal (CBS-wijkcode:003702)
- Wijk 03 Onstwedde (CBS-wijkcode:003703)
- Wijk 04 Mussel (CBS-wijkcode:003704)
- Wijk 05 Alteveer (CBS-wijkcode:003705)

Een statistische wijk kan bestaan uit meerdere buurten. Onderstaande tabel geeft de buurtindeling met kentallen volgens het Centraal Bureau voor de Statistiek (2008):
| CBS-buurtcode | Buurtnaam                  | Inwonertal | Opp. totaal (ha) | Opp. land (ha) | Ligging                |
| ------------- | -------------------------- | ---------- | ---------------- | -------------- | ---------------------- |
| BU00370100    | Stadskanaal Centrum        | 1400       | 70               | 65             | Locatie in de gemeente |
| BU00370101    | Maarsstee                  | 1160       | 25               | 25             | Locatie in de gemeente |
| BU00370102    | Maarswold                  | 2270       | 52               | 52             | Locatie in de gemeente |
| BU00370103    | Maarsveld                  | 3120       | 210              | 192            | Locatie in de gemeente |
| BU00370104    | de Hagen                   | 1320       | 29               | 29             | Locatie in de gemeente |
| BU00370105    | Vogelwijk en de Borgen     | 2680       | 92               | 90             | Locatie in de gemeente |
| BU00370106    | Industriegebied            | 360        | 249              | 244            | Locatie in de gemeente |
| BU00370107    | Dideldom                   | 400        | 95               | 91             | Locatie in de gemeente |
| BU00370108    | Parkwijk                   | 2840       | 120              | 118            | Locatie in de gemeente |
| BU00370109    | Noord Landskant            | 860        | 241              | 234            | Locatie in de gemeente |
| BU00370110    | Centrum-Noord              | 1840       | 381              | 358            | Locatie in de gemeente |
| BU00370111    | Noord                      | 970        | 874              | 844            | Locatie in de gemeente |
| BU00370112    | Waterland                  | 920        | 34               | 30             | Locatie in de gemeente |
| BU00370200    | Musselkanaal Centrum       | 3720       | 186              | 182            | Locatie in de gemeente |
| BU00370201    | Zuid                       | 1400       | 118              | 114            | Locatie in de gemeente |
| BU00370202    | Noord                      | 1620       | 433              | 429            | Locatie in de gemeente |
| BU00370203    | Cereswijk                  | 1000       | 405              | 402            | Locatie in de gemeente |
| BU00370300    | Onstwedde                  | 2040       | 245              | 245            | Locatie in de gemeente |
| BU00370301    | Holte                      | 140        | 17               | 17             | Locatie in de gemeente |
| BU00370308    | Buitengebied-Noord         | 270        | 1226             | 1218           | Locatie in de gemeente |
| BU00370309    | Buitengebied-Zuid          | 600        | 2562             | 2518           | Locatie in de gemeente |
| BU00370400    | Mussel                     | 1000       | 315              | 314            | Locatie in de gemeente |
| BU00370401    | Kopstukken                 | 140        | 113              | 111            | Locatie in de gemeente |
| BU00370402    | Vledderveen                | 300        | 272              | 272            | Locatie in de gemeente |
| BU00370409    | Verspreide huizen Mussel   | 140        | 2167             | 2136           | Locatie in de gemeente |
| BU00370500    | Alteveer                   | 1000       | 235              | 233            | Locatie in de gemeente |
| BU00370509    | Verspreide huizen Alteveer | 280        | 1230             | 1222           | Locatie in de gemeente |